# Ābyek-e Pā'īn (ort i Iran)
Ābyek-e Pā'īn (persiska: آبيِكِ سُفلا, Ābyek-e Soflā, Abiak Pāīn, Ābyek-e Vasaţī, آبيِكِ وَسَطی, Ābyek-e Pā’īn, آبيک پائين, آبيک سفلی) är en ort i Iran.   Den ligger i provinsen Qazvin, i den nordvästra delen av landet, 90 km nordväst om huvudstaden Teheran. Ābyek-e Pā'īn ligger 1 369 meter över havet och antalet invånare är 129.
Terrängen runt Ābyek-e Pā'īn är kuperad åt nordost, men åt sydväst är den platt. Runt Ābyek-e Pā'īn är det ganska tätbefolkat, med 86 invånare per kvadratkilometer. Närmaste större samhälle är Naz̧arābād, 12,1 km söder om Ābyek-e Pā'īn. Trakten runt Ābyek-e Pā'īn består i huvudsak av gräsmarker.